# Universiteit van Toulouse (2025)
De Universiteit van Toulouse (Frans: Université de Toulouse), tot 2025 Université Paul Sabatier of voluit Université Toulouse-III Paul Sabatier geheten, is een universiteit in Toulouse (Frankrijk). 
De universiteit komt voort uit een splitsing in 1969 van de uit de middeleeuwen stammende Universiteit van Toulouse. De universiteit werd Université Paul Sabatier genoemd, naar Paul Sabatier, winnaar van de Nobelprijs voor scheikunde in 1912. Sinds 1 januari 2025 draagt de universiteit weer de historische naam Universiteit van Toulouse.
De Universiteit van Toulouse heeft anno 2025 zo'n 37.000 studenten en 2.500 faculteitsleden en richt zich voornamelijk op techniek, exacte wetenschap, gezondheidszorg en sport. De hoofdcampus van 124 hectare in Rangueil in Zuidoost-Toulouse omvat ruim 390.000 m² aan gebouwen, waaronder 74 onderzoekslaboratoria. De universiteit heeft sinds 2007 een eigen station aan Lijn B van de metro van Toulouse.
De universiteit beheert de botanische tuin Jardin botanique Henri Gaussen, waaronder het Arboretum de Jouéou. De universiteit heeft ook een sterrenwacht op de Pic du Midi de Bigorre. De hoofdgebouwen van het Institut de Mathématiques de Toulouse (bekend van de Prix Fermat) bevinden zich op de campus van de Universiteit van Toulouse.
De Universiteit van Toulouse vormt een deel van Aerospace Valley, een cluster van lucht- en ruimtevaartbedrijven en -onderzoekscentra in Zuid-Frankrijk.
In de Academic Ranking of World Universities, een lijst van 500 beste universiteiten ter wereld, stond de universiteit in 2014 gerangschikt tussen 201 en 300.